# Савва (Мажуко)
Архимандри́т Са́вва (в миру Дми́трий Ива́нович Мажу́ко; род. 20 августа 1976, Гомель, Белорусская ССР, СССР) — священник Белорусской православной церкви, архимандрит, насельник Никольского монастыря в Гомеле.
Белорусский православный публицист, писатель, телеведущий. Автор публикаций на нравственно-богословские и аскетические темы. Пишет на русском языке. Автор и ведущий передачи «Свет Невечерний», которая также выходит в формате подкаста, а также «Омут богословия».

## Биография
Родился 20 августа 1976 года в Гомеле в нецерковной семье. Пришёл к вере после прочтения книги о Сергии Радонежском. Является противником абортов, потому что сам чуть не стал жертвой аборта.
7 июля 1995 года принял монашеский постриг с именем Савва в Никольском мужском монастыре Гомеля. 1 августа того же года был рукоположен в сан иеродиакона, а 8 октября — в сан иеромонаха. По собственному признанию, «с самого начала моего служения я нёс сразу два послушания — был регентом (25 лет практически управлял двумя хорами) и параллельно занимался всем, что связано с миссионерскими вопросами».
В 2010 году заочно окончил миссионерский факультет ПСТГУ по специальности «религиоведение». В 2011 году стал аспирантом Общецерковной аспирантуры и докторантуры.
19 декабря 2012 года в Никольском монастыре епископом Гомельским и Жлобинским Стефаном (Нещеретом) возведён в сан архимандрита.
С 29 января 2015 года ведёт литературный проект «Круг чтения» в Центральной городской библиотеке имени А. И. Герцена.
В сентябре 2019 года подписал Открытое письмо священников в защиту фигурантов «московского дела».

## Писательство
После рукоположения «главная моя работа была посвящена детям — вел воскресную школу, проводил занятия в школах, университете, водил экскурсии в монастыре. Из этого всего и вырастали постепенно мои тексты». Благодаря знакомству с Мариной Журинской стал публиковать свои статьи и проповеди в редактируемом ей журнале «Альфа и Омега». По собственному признанию: «мы стали перезваниваться и переписываться, наше общение длилось очень долго — было написано более трехсот писем с каждой стороны. И как-то я написал для Марины Андреевны статью „Одна четвёртая добра“, просто для развлечения, чтобы её повеселить. Она опубликовала этот текст и потом стала просить меня писать проповеди, эссе. Так вышло, что почти в каждом номере был мой текст». Также стал публиковаться в журнале «Фома», газете «Царкоўнае слова», «Православной газете» Екатеринбургской епархии, журнале Минской духовной семинарии «Ступени», журнале Гомельской епархии «Сретение», независимом портале «Православие и мир», монастырском еженедельнике «Правило веры» и во многих других печатных и сетевых изданиях.
«Однажды мне позвонили из московского издательства и предложили опубликовать мои тексты. Я не смог отказаться от такого предложения». Так в 2014 году в издательстве ОЛМА Медиа Групп вышла его книга «Любовь и пустота». В книгу вошли эссе, размышления и проповеди, которые публиковались в разное время и в разных изданиях, главным образом в «Альфе и Омеге». Как отмечала Татьяна Шипошина в журнале «Фома», «книга архимандрита Саввы (Мажуко) лежит в русле традиций отечественной эссеистики. Глубиной и чистотой звучания эта проза напоминает эссе Д. Лихачёва, Евг. Богата… У книги лёгкое дыхание. В ней нет тяжеловесной дидактики и утомительного многословия. Насущных для каждого человека, находящегося в духовном поиске, вопросов автор касается деликатно, но так, что невольно задумаешься. В чем красота старости? Где обретаются души Гитлера и Сталина и какова посмертная участь неправославных людей праведной жизни: Януша Корчака, доктора Гааза, Льюиса с его Нарнией?.. А вообще эта славная книга — о любви к Богу и ближним». Книга была переиздана в 2020 году издательством «Никея» в соответствии с первоначальном авторским замыслом.
В 2016 году в издательстве «Рипол классик» увидела свет его вторая книга «Апельсиновые святые. Записки православного оптимиста». В книге собраны эссе, проповеди и «непридуманные рассказы», в них автор размышляет над насущными вопросами, которые каждый день задают прихожане: о постах, о крещении детей, о смерти, о православных традициях. Как отмечало «Радио Вера»: «Уже от самого названия книги веет теплом. Да и яркая, солнечная обложка поднимает настроение и словно обещает что-то радостное и необыкновенное. И не обманывает: размышления отца Саввы о вере, Боге, человеке и его предназначении сразу же захватывают и оригинальностью мысли, и современностью её изложения, и широтой культурного горизонта». Презентация книги состоялась 23 декабря 2016 года в центральной городской библиотеке им. Герцена в Гомеле и 5 января 2017 года в Культурном центре «Покровские ворота».
В 2018 году была вышла третья его книга «Неизбежность Пасхи. Великопостные письма», представляющую собой цикл эссе, опубликованный на сайте «Православие и мир» в течение Великого поста 2017 года. По признанию автора «эта книга получилась, это своего рода случайность, я её не планировал, она выросла совершенно естественно, сама. Писалась она на фоне усталости от православной литературы». Презентация книги состоялась 15 января 2018 года в центральной городской библиотеке им. А. И. Герцена города Гомеля.
В том же году издательство «Никея» выпустила книгу «На руках у Бога. О радости быть христианином». Как отмечалось в журнале «Фома»: «В этом сборнике архимандрит Савва отходит от распространенного „фейсбучного“ жанра очерков и баек, умудряясь в рамках малой формы затрагивать глубоко духовные темы и обсуждать Священное Писание. Несмотря на серьёзность содержания, читатель найдет здесь и ожидаемые наблюдения, и переживания священника, написанные интересным слогом, и множество забавных и трогательных моментов и воспоминаний».
В начале 2019 года вышла книга «Духовные упражнения», представляющая собой «обращение меня, „старичка“, к тому юному пареньку, который однажды забрёл в этот опасный мир и не нашёл рядом человека, который бы присмотрел за ним. Всё, что я пишу, — это письма себе, подростку и юноше, то, что я хотел бы услышать, то, что мне надо бы услышать тогда, четверть века назад, но не было рядом такого человека, такого голоса, такого средства общения». Презентация книги состоялась 29 января 2019 года в Культурном Центре «Покровские ворота».
В марте того же года в издательстве «Никея» вышла книга «О пользе вреда» — сборник коротких абсурдистких рассказов про вымышленных священников. Представляя 27 марта 2019 года книгу в Гомельской областной универсальной библиотеке имени Ленина, архимандрит Савва отметил, что она стала совершенно новым опытом для него, поэтому у кого-то необычный формат книги может вызвать недоумение, и выразил надежду, что люди смогут отнестись к ней с пониманием, ведь книга задумывалась исключительно в юмористическом ключе, где глубокий смысл скрывается за лёгкой формой. Журнал «Фома» охарактеризовал эти рассказы как «ироничные, гротескные истории, в которых прихотливая авторская фантазия, как увеличительное стекло, высвечивает вполне реальные людские немощи. Но делает это беззлобно, с лёгкой грустью. И верой в человека». В декабре того же года вышел ещё один сборник в том же жанре под названием «Сахарные старушки».
В ноябре 2021 года вышла книга «Приближается Христос. Рождественские письма». Это сборник писем, написанных читателю Рождественским постом. Большинство текстов публиковались на сайте «Православие и мир».
В ноябре 2022 года вышла книга «Лабиринты благочестия», где собраны небольшие эссе объединенные общей темой — благочестием. В книге архимандрит Савва затрагивает такие важные темы, как: вера и свобода, подлинная религиозная жизнь и формальное следование ритуалам, традиции и страх отступничества, чувство вины и милосердие….

## Телевидение
По собственному признанию: «владыка Аристарх благословил меня записывать программы для телеканала „Союз“». Данные программы снимались телестудией «Фавор» Информационного отдела Гомельской епархии.
С сентября 2011 по октябрь 2012 года вёл программу «Встречи со священником», которая транслировалась на телеканале «Союз». С 6 ноября 2012 года по настоящий момент является ведущим программы «Свет невечерний» на том же телеканале. Сначала эти программы записывались в храме, но с марта 2015 года они записываются в библиотеке. По собственному признанию: «Когда-то нам удалось купить камеру, и ещё мы арендуем осветительные приборы. <…> Мы поставили всю эту аппаратуру в библиотеке, приходит оператор с телевидения, мой знакомый, и записывает программы». «Свет невечерний» выходит в эфир на первом городском канале Гомеля по воскресеньям и по средам на канале «Союз» с повтором в четверг и пятницу.
18 февраля 2015 года на YouTube был создан канал Свято-Никольского мужского монастыря, где выкладывались преимущественно ролики с участием архимандрита Саввы. С июля 2016 года начала на данном канале начали появляться выпуски программы «Омут богословия», где архимандрит Савва приглашает какого-либо гостя к себе и берёт у него интервью.

## Публикации
- Гомельская и Жлобинская епархия // Православная энциклопедия. — М., 2006. — Т. XII : Гомельская и Жлобинская епархия — Григорий Пакуриан. — С. 8-22. — 39 000 экз. — ISBN 5-89572-017-X.
- Гомельский во имя святителя Николая Чудотворца мужской монастырь // Православная энциклопедия. — М., 2006. — Т. XII : Гомельская и Жлобинская епархия — Григорий Пакуриан. — С. 22. — 39 000 экз. — ISBN 5-89572-017-X.
- Гомельский в честь Тихвинской Иконы Божией Матери женский монастырь // Православная энциклопедия. — М., 2006. — Т. XII : Гомельская и Жлобинская епархия — Григорий Пакуриан. — С. 22-23. — 39 000 экз. — ISBN 5-89572-017-X.
- Гомельское викариатство // Православная энциклопедия. — М., 2006. — Т. XII : Гомельская и Жлобинская епархия — Григорий Пакуриан. — С. 23. — 39 000 экз. — ISBN 5-89572-017-X.
- Алексей Евлампиевич Туренков как церковный композитор // Православие на Гомельщине: историко-культурное наследие и современность: сборник научных статей. — Гомель, 2010. — С. 128.
- Иоанн Кормянский // Православная энциклопедия. — М., 2010. — Т. XXIV : Иоанн Воин — Иоанна Богослова Откровение. — С. 352-353. — 39 000 экз. — ISBN 978-5-89572-044-8.
- Иоанна Кормянского святого праведного женский монастырь // Православная энциклопедия. — М., 2011. — Т. XXV : Иоанна деяния — Иосиф Шумлянский. — С. 15. — 39 000 экз. — ISBN 978-5-89572-046-2.

- Возвышенное и земное // Гомельские ведомости. — 2005. — 13 дек. — С. 5.
- Одна четвертая добра // Альфа и Омега. 2008. № 1 (51) — С. 258—263
  - Одна четвертая добра // «Царкоўнае слова». 2012. — № 28 (524) — С. 8—10
- Проповеди // Альфа и Омега. 2009. — № 3 (56).
- Ecce homo [Се человек] // Альфа и Омега. 2009. — № 3 (56). — С. 211—225
- Любовь и пустота // Альфа и Омега. 2010. — № 1 (57). — С. 271—285
- Свидетельство человеческое. Право на красоту // Альфа и Омега. 2010. — № 2 (58) — С. 240—253
- Человек не может жить без Бога: статьи, беседы, ответы на вопросы // Альфа и Омега. 2010. — № 2 (58)
- Смысл девства // Альфа и Омега. 2010. — № 3 (59) — С. 251—276
- Слово со властью // Сретение. 2010 — № 4.
- О равнодушии: Обратная перспектива // Фома. 2010. — № 8 (88). — С. 30-31.
- Проповеди // Альфа и Омега. 2011. — № 1 (60). — С. 5-17
- Искусство быть любимым // Альфа и Омега. 2011. — № 2 (61) — С. 259—282
- Действительное причастие // «Царкоўнае слова». 2013. — № 2 (550). — C. 6-7
- Апокалипсис. Книга с драгоценными камнями // Фома. — 2012. — № 4 (108) — С. 28-29.
- Чужие деньги // «Царкоўнае слова». 2012. — № 26 (522) — C. 7
- Любовь и пустота // «Царкоўнае слова». 2012. — № 33 (529) — С. 8-9; № 34 (530) — С. 8-9; № 35 (531) — С. 8-9.
- Осень жизни // «Царкоўнае слова». 2012. — № 44 (540). — С. 8-9
- Рождественские песнопения. Когда Бог был ребенком // «Нескучный сад», 2012. — № 12 (83)
- Дом, который построил Джон. О стихах, которые не стоит пропускать // Фома. — 2013. — № 1 (117) — С. 24-26.
- Евхаристия в жизни и богословии протоиерея Сергия Булгакова // Христианос. 2013. — № 22 — С. 143—166
- О христианском высокомерии // «Царкоўнае слова». 2013. — № 9 — C. 6-7; № 10 — C. 5-7
- Право на красоту // «Царкоўнае слова». 2013. — № 29 (576) — C. 6-7; № 30 (577) — C. 10-11; № 31 (578) — C. 8-10
- Бремя взрослого человека // «Царкоўнае слова». 2013 — № 36 (584). — C. 4-5
- Кому я ближний? // «Царкоўнае слова». 2013 — № 21 (569) — C. 4-5
- Чудо Евхаристии, таинство единения // «Православная газета», № 27 (732) / 15 июля 2013
- Свидетель Софии. Судьба отца Сергия Булгакова // Христианос. 2014. — № 23 — С. 303—330
- О войнах // Православная газета. 2016. — № 19. — С. 5
- Композитор Николай Бутомо — художник церковной музыки // Сретение. — 2017. — № 2. — С. 22-23.
- Архимандрит Савва (Мажуко): О Боге // Православная газета, № 10 (955) / 6 марта 2018
- Предисловие // свящ. Сергий Круглов. Про отца Филофила. — М. : Новое Небо, 2018. ISBN 978-5-00138-206-5
- Архимандрит Савва (Мажуко): Искусство отдыха // Православная газета. № 9 (1002) / 4 марта 2019
- Архимандрит Савва Мажуко: Путь жизни и путь смерти // Народная газета, 7 июня 2019
- Архимандрит Савва (Мажуко): Господь призывает нас любить реальных людей // Православная газета. № 34 (1027). 2 сентября 2019
- «Угораздило меня в церковь пойти — ни порадоваться не могу, ни потанцевать». Архимандрит Савва (Мажуко) — о людях, которые терпят боль // pravmir.ru, 15 сентября 2019

- На Страстной: проповеди. — Гомель: Фавор, 2011. — 31 с.
- Любовь и пустота. Записки монаха. Сборник публикаций и проповедей. — ОЛМА Медиа Групп, 2014. — 368 с. — (Духовный путь). — 4000 экз. — ISBN 978-5-373-05898-8.
- Апельсиновые святые. Записки православного оптимиста / ред. И. Монахова. — М.: РИПОЛ классик, 2016. — 304 с. — (Православный бестселлер). — 3000 экз. — ISBN 978-5-386-09335-8.
- Неизбежность Пасхи. Великопостные письма / ред. Т. Коршунова. — М.: Никея, 2018. — 336 с. — (Радостная серия). — 3000 экз. — ISBN 978-5-91761-806-7.
- На руках у Бога. О радости быть христианином. — М.: Никея, 2018. — 224 с. — (Радостная серия). — ISBN 978-5-91761-865-4.
  - На руках у Бога : о радости быть христианином. — М.: Никеа : Православие и мир, 2021. — 223 с. — (Радостная серия). — ISBN 978-5-907307-62-9.
- Духовные упражнения. — Никея, 2019. — 272 с. — ISBN 978-5-91761-953-8.
- О пользе вреда / ред. Т. Коршунова ; худож. Е. Завалова. — М.: Никея, 2019. — 136 с. — ISBN 978-5-91761-966-8.
- Сахарные старушки. — М.: Никея, 2019. — 160 с. — ISBN 978-5-907202-76-4.
- Любовь и пустота. — М.: Никея, 2020. — 400 с. — ISBN 978-5-907307-00-1.
- Приближается Христос. Рождественские письма. — М.: Никея, 2021. — 208 с. — (Эссе о Боге). — ISBN 978-5-907457-20-1.
- Лабиринты благочестия. — М. : Никея, 2023. — 255 с. — 978-5-907628-72-4 (на самом деле вышла в 2022)

- Архимандрит Савва (Мажуко): Взрослых людей не существует // pravmir.ru, 21 января 2015
- Архимандрит Савва (Мажуко) о духовно-просветительской деятельности Свято-Никольского монастыря: «Аудитория № 1 — это церковь» // monasterium.by, 22 января 2016
- Вераніка Пуставіт Калі ў Беларусі зноў з’явяцца старцы? // «Звезда», 18.03.2016
- Архимандрит Савва (Мажуко): Монахи тоже ставят друг другу фингалы // pravmir.ru, 13 февраля 2017
- Архимандрит Савва (Мажуко): Меня огорчает та дурь, которую выдают за православную духовную жизнь // pravmir.ru, 25 июня 2018
- Архимандрит Савва (Мажуко): с чего начинается искусство быть любимым // Матроны.ру, 7.12.2018
- Архимандрит Савва Мажуко: «Обычный человек понятия не имеет о глубине духовного опыта смирения…» // pravlife.org, 01/04/2019
- Архимандрит Савва (Мажуко): Игра в Православие? // «Православная гезета», № 40 (1033) / 14 октября 2019
- Архимандрит Савва (Мажуко): «А почему вы боитесь заскучать в церкви?» // pravlife.org, 11/10/2019
- Архимандрит Савва (Мажуко): Языков проповеди очень много // Журнал Московской Патриархии. 2019. — № 11. — C. 74-79
- Савва МАЖУКО: Учитель — это служение // Учительская газета, № 45 от 9 ноября 2021
- «Каноны забирают последние силы, и ты вымоленный в ноль». Архимандрит Савва (Мажуко) // pravmir.ru, 19 декабря 2021